# 安陆西站
安陆西站是中华人民共和国湖北省孝感市安陆市的一座高速铁路客运站。本站是汉十高速铁路的一座中间车站，由中国铁路武汉局集团有限公司管辖。本站站房为单层设计，站场布置2台4线。本站开通初期每日共有26班列车停靠乘降。

## 历史
- 2018年12月，安陆西站主体工程封顶。[3]
- 2019年7月，安陆西站通过静态验收。[4]
- 2019年11月，安陆西站开始试运行并封闭站场。[5]
- 2019年11月29日，安陆西站随汉十高速铁路开通投运。[6]

## 站房设计
安陆西站为线侧平式站房设计，车站主体结构一层，地下局部一层，采用下进下出旅客流线。车站站房建筑面积1万平方米，设计最大聚集人数1000人。
安陆西站站房与汉十高铁股道成一定角度，站房屋顶通体呈金色，正反立面则采用玻璃幕墙。车站整体形象仿佛一只小舟。站房屋顶设置裂缝式天窗，在白天为站内提供自然采光并降低能耗；全玻璃幕墙设计使得站内空间现代大气、简洁通透。

## 站场布置
安陆西站站场设置2台4线，共布置2座有站台柱雨棚侧式站台、2条到发线和2条正线。站台与站房之间通过一条进出站混流地道连接。站场另设两组反八字形渡线。

## 接驳交通
安陆西站开通初期，安陆市开通10路公交车连接安陆西站与安陆公交总站。10路公交配车8辆，每日早7点发车，晚10点收车以适应高铁停站时刻。此外，安陆2路也可从安陆市区抵达安陆西站。